# Melinka
Melinka è un comune del Cile, situato nella regione di Aysén e nella provincia di Aisén.